# Federazione pallavolistica della Guinea Equatoriale
La Federazione equatoguineana di pallavolo (spa. Federación ecuatoguineana de Voleibol, FEV) è un'organizzazione fondata per governare la pratica della pallavolo in Guinea Equatoriale.
Organizza il campionato maschile e femminile, e pone sotto la propria egida la nazionale maschile e femminile.
Ha aderito alla FIVB nel 1992.